# Мирзоев, Бахаддин Шахвелед оглы
Бахаддин Шахвелед оглы Мирзоев (азерб. Bahəddin Şahvələd oğlu Mirzəyev; 31 декабря 1914 — 15 апреля 1987) — советский военный, капитан, в годы Великой Отечественной войны — командир батареи 1054-го артиллерийского полка 416-й стрелковой дивизии, Герой Советского Союза.

## Биография
Бахятдин Шахвелед оглы Мирзоев родился 18 (31) декабря 1914 года в селе Сулут (ныне село Исмаиллинского района Азербайджана) в семье крестьянина. Азербайджанец по национальности. Окончил 8 классов и школу фабрично-заводского ученичества в Баку. С 1942 года являлся членом ВКП(б)/КПСС.
В Красной Армии в 1936-1938 годах и с 1941 года. В 1938 году Мирзоев окончил курсы при горно-артиллерийском училище. В действующую армию был направлен в ноябре 1942 года. В составе 1054-го артиллерийского полка 416-й стрелковой дивизии воевал на Закавказском, Южном и 4-м и 3-м Украинских фронтах. Мирзоев командовал огневым взводом и батареей. Принимал участие в боях под Моздоком, Таганрогом, Ставрополем, на реках Миус и Молочная, в уничтожении никопольской группировки противника, форсировании Днепра (в районе посёлка Великая Лепетиха Херсонской области), Ингул, Южный Буг и Днестр (севернее города Бендеры). Участвовал в освобождении Таганрога, Мелитополя, Николаева, Одессы, Кишинёва. За нанесение большого урона врагу в боях за южную Украину награждён орденами Отечественной войны 1-й степени (от 11 декабря 1943) и Красной Звезды (от 4 января 1944). 
В сентябре 1944 года 416-я стрелковая дивизия в составе 5-й ударной армии была переброшена в Польшу на магнушевский плацдарм на реке Висла и в дальнейшем воевала на 1-м Белорусском фронте. Во время Висло-Одерской операции командир батареи старший лейтенант Мирзоев отличился. 14 января 1945 года при прорыве обороны противника в районе населённого пункта Аугустув всё время находился в боевых порядках пехоты, где корректировал огонь батареи, благодаря чему было уничтожено семь огневых точек врага. В ходе операции Мирзоев был ранен, но остался в строю. На следующий день, несмотря на сопротивление противника, ворвался в село Стромец, подбив две пушки и самоходное орудие, мешавшие продвижению пехоты, чем обеспечил успех боя. 16 января в боях за населённый пункт Бялобжеги батарея Мирзоева в упор расстреливала отступающего противника и уничтожила два танка и бронетранспортёр, создав условия для успешного продвижения подразделений Красной Армии и освобождению города Бялобжеги. 
Указом Президиума Верховного Совета СССР от 24 марта 1945 года за мужество, отвагу и героизм, проявленные в борьбе с немецко-фашистскими захватчиками, старший лейтенант Мирзоев Бахятдин Шахвелетдин оглы удостоен звания Героя Советского Союза с вручением ордена Ленина и медали «Золотая Звезда» (№ 5634).
В дальнейшем Мирзоев участвовал в штурме города-крепости Кюстрин и во взятии Берлина. 
29 апреля 1945 года был тяжело ранен. После выздоровления капитан Мирзоев уволился в запас. Жил в Баку. В послевоенные годы Бахаддин Мирзоев работал начальником отдела военизированной охраны Министерства связи Азербайджанской ССР. Скончался 15 апреля 1987 года.

## Награды
- Медаль «Золотая Звезда» (24.03.1945).
- Орден Ленина (24.03.1945).
- Два ордена Отечественной войны 1-й степени (11.12.1943; 11.03.1985).
- Орден Красной Звезды (04.01.1944).
- Медали.